# Moussa Fofana
Moussa Fofana (n. Uagadugú, 31 de julio de 1992) es un futbolista burkinés que juega en la demarcación de portero para el RC Kadiogo.

## Selección nacional
Fue convocado por Paul Put para la selección de fútbol de Burkina Faso y disputar la Copa Africana de Naciones 2015, aunque no llegó a jugar ningún partido tras la titularidad de Germain Sanou.

## Clubes
| Club       | País         | Año    |
| ---------- | ------------ | ------ |
| RC Kadiogo | Burkina Faso | 2009 - |

## Palmarés

### Campeonatos nacionales
| Título               | Club       | País         | Año  |
| -------------------- | ---------- | ------------ | ---- |
| Copa de Burkina Faso | RC Kadiogo | Burkina Faso | 2012 |